# Анелін (Красницький повіт)
Анелін (пол. Anielin) — село в Польщі, у гміні Аннополь Красницького повіту Люблінського воєводства.
Населення — 107 осіб (2011).
У 1975-1998 роках село належало до Тарнобжезького воєводства.

## Демографія
Демографічна структура станом на 31 березня 2011 року:
|          | Загалом | Допрацездатний вік | Працездатний вік | Постпрацездатний вік |
| -------- | ------- | ------------------ | ---------------- | -------------------- |
| Чоловіки | 46      | 8                  | 29               | 9                    |
| Жінки    | 61      | 12                 | 30               | 19                   |
| Разом    | 107     | 20                 | 59               | 28                   |